# Distolasterias nipon
Distolasterias nipon — вид морских звезд из отряда Forcipulatida.
Размах лучей до 45 см. Чаще всего их 5, но бывает и больше. Лучи длинные, мощные, сильно сужаются к концу. Центральный диск небольшой. На верхней стороне тела скелетные пластинки идут продольными рядами. На каждой такой пластинке есть крепкая игла конической формы. На нижних краевых (маргинальных) пластинках имеется по 2 длинных тупых иглы с небольшим желобком на конце. Все иглы снабжены валиками из крестообразных педицеллярий. Верхняя сторона тела окрашена в бархатисто-чёрный цвет с желтыми иглами и оранжевой мадрепоровой пластинкой. Нижняя сторона светло-жёлтая.
Обивает в северо-западной части Тихого океана: Восточно-Китайское и Южно-Китайское моря, Гонконг, Тайвань и Япония. На севере до залива Петра Великого и южных Курильских островов. Держится на глубинах от 2 до 45 м. Часто попадается в колониях мидий.
Ядовита, при употреблении в пище может вызвать у человека отравление, не является объектом промысла. Охранный статус вида не оценивался.